# Бегю, Аристид
Аристид Бегю (фр. Aristide Begue; род. 16 августа 1994, Бове) — французский биатлонист, двукратный бронзовый призёр Зимних Юношеских Олимпийских игр, двукратный чемпион мира среди юношей в индивидуальной гонке, чемпион мира среди юниоров в индивидуальной гонке. Дебютировал в Кубке мира 15 декабря 2016 года, став 61-м в спринте на этапе в Нове-Место. Участник двух взрослых чемпионатов Европы (2016, 2017), лучший личный результат — девятое место в спринте в 2017 году. Помимо спортивных достижений известен тем, что назвал в Твиттере российского биатлониста Александра Логинова, отбывшего дисквалификацию за применение допинга, «мошенником», после того, как уступил ему на этапе Кубка IBU 2016/17 в итальянском Валь-Мартелло (шестое и восьмое места против двух побед россиянина). Старший брат биатлонистки Миртиль Бегю.

## Юниорские и молодёжные достижения
| Год  | Место проведения | Возраст | Инд | Спр | Пр | Эст |
| ---- | ---------------- | ------- | --- | --- | -- | --- |
| 2012 | ЮОИ Инсбрук      | U18     | —   | 3   | —  | 3   |
| 2012 | ЧМ Контиолахти   | U19     | 1   | 9   | 9  | 1   |
| 2013 | ЧМ Обертиллиах   | U19     | 1   | 6   | 8  | 3   |
| 2014 | ЧМ Преск-Айл     | U21     | 2   | 13  | 10 | 2   |
| 2015 | ЧМ Раубичи       | U21     | 1   | 23  | 22 | 3   |